# Metellus
Metellus was het cognomen van een schatrijke tak in de Romeinse gens Caecilia uit de tijd van de Romeinse Republiek. De betekenis van het cognomen is: 'de vrijgemaakte huursoldaat'. Ze waren echter plebejers, en werden door de patriciërs, die vooral in de Senaat zaten, als minder beschouwd. Desondanks bekleedden leden van deze familie al vanaf 300 v.Chr. belangrijke politieke en religieuze functies als consul, censor en pontifex maximus. De belangrijkste leden van de familie staan hieronder vernoemd.

## De Caecilii Metelli
Alle mannelijke leden van dit geslacht droegen het cognomen Metellus. Meisjes kregen dezelfde naam mee, maar in de vrouwelijke vorm Caecilia Metella. In de Romeinse traditie speelden slechts de mannen een rol van betekenis in het politieke en religieuze leven, of in het algemeen in de zaken die zich buitenshuis afspeelden. Daarom staan de vrouwen onderaan apart genoemd.
- Lucius Caecilius Metellus, consul in 251 en 247 v.Chr., dictator in 224 v.Chr., pontifex maximus
  - Quintus Caecilius Metellus, consul in 206 v.Chr., dictator in 205 v.Chr.
    - Quintus Caecilius Metellus Macedonicus, consul in 143 v.Chr., censor in 131 v.Chr.
      - Quintus Caecilius Metellus Balearicus, consul in 123 v.Chr., censor in 120 v.Chr.
        - Quintus Caecilius Metellus Nepos, consul in 98 v.Chr.
          - Quintus Caecilius Metellus Celer, consul in 60 v.Chr.
          - Quintus Caecilius Metellus Nepos Iunior, consul in 57 v.Chr.

      - Lucius Caecilius Metellus Diadematus, consul in 117 v.Chr., censor in 115 v.Chr.
      - Gaius Caecilius Metellus Caprarius, consul in 113 v.Chr., censor in 102 v.Chr.
        - Quintus Caecilius Metellus Creticus, consul in 69 v.Chr.
        - Lucius Caecilius Metellus, consul in 68 v.Chr.

      - Marcus Caecilius Metellus, consul in 115 v.Chr.

    - Lucius Caecilius Metellus Calvus, consul in 142 v.Chr.
      - Lucius Caecilius Metellus Dalmaticus, consul in 119 v.Chr., pontifex maximus
      - Quintus Caecilius Metellus Numidicus, consul in 109 v.Chr., censor in 102 v.Chr.
        - Quintus Caecilius Metellus Pius, consul in 80 v.Chr., pontifex maximus
          - Quintus Caecilius Metellus Pius Cornelianus Scipio Nasica, consul in 52 v.Chr.

  - Marcus Caecilius Metellus, praetor in 206 v.Chr.

## Caeciliae Metellae
- Caecilia Metella Dalmatica, trouwde eerst met Marcus Aemilius Scaurus, consul in 115 v.Chr., en hertrouwde later met Lucius Cornelius Sulla, dictator van 82 v.Chr. tot 79 v.Chr.
- Caecilia Metella Calva, trouwde met Lucius Licinius Lucullus en werd moeder van de meer bekende Lucius Licinius Lucullus die als generaal de legers van Mithridates VI van Pontus versloeg tijdens de Tweede Mithridatische Oorlog.
- Caecilia Metella Balearica minor, trouwde met Appius Claudius Pulcher, consul in 79 v.Chr.
- Caecilia Metella Celer, trouwde met Publius Cornelius Lentulus Spinther, consul in 57 v.Chr. Haar huwelijk was echter geen lang leven beschoren, ze stond namelijk bekend als verleidster van verschillende mannen waaronder Publius Cornelius Dolabella en verschillende van Julius Caesars intieme vrienden.